# 森俊韶
森 俊韶（もり としつぐ）は、江戸時代中期の大名。播磨国三日月藩の第4代藩主。官位は従五位下対馬守、河内守。

## 略歴
第3代藩主・森俊春の長男として乃井野にて誕生。幼名は達五郎。
安永3年（1774年）5月29日、父の隠居で跡を継いだ。長男と次男が早世していたため、寛政5年（1793年）11月10日に妹婿で養嗣子の快温に家督を譲って隠居し、寛政9年（1797年）2月4日に江戸で死去した。享年48。法号は俊韶院殿勇道日義大居士。墓所は東京都大田区池上の本行寺。

## 系譜
- 父：森俊春（1726-1806）
- 母：類 - 関長広の娘
- 正室：阿部正敏の娘
- 生母不明の子女
  - 長男
  - 次男
- 養子
  - 男子：森快温（1769-1801） - 浅野重晟の三男